# 艾尤亨尼歐·蘇亞瑞茲
艾尤亨尼歐·亞歷山卓·蘇亞瑞茲（西班牙語：Eugenio Alejandro Suárez，1991年7月18日—），為美國職棒大聯盟的內野手，目前效力於西雅圖水手。他先前曾效力過老虎、紅人與響尾蛇等隊。

## 職業生涯

### 小聯盟時期
2013年開季，他從高階1A出發，並在季中升上2A。該年11月20日，他進入球隊的40人名單中。
2014年5月，他升上3A。

### 底特律老虎
他在6月4日登上大聯盟，並在6月7日擊出大聯盟生涯首安，這支安打同時也是他生涯首轟。該年他出賽85場，打擊率2成42，4轟23分打點。

### 辛辛那提紅人
2014年12月11日，老虎隊將蘇亞瑞茲和小聯盟投手Jonathon Crawford一同交易至紅人隊，換來投手Alfredo Simón。2015年6月11日，由於陣中游擊手札克·柯薩特因傷而整季報銷，於是蘇亞瑞茲成為了先發游擊手。該年他打擊率2成84，13轟48分打點。隨著三壘手陶德·弗雷澤被交易至白襪隊，加上柯薩特回歸球場，蘇亞瑞茲便成為隊上的先發三壘手。
2016年，他的打擊率為2成48，21轟70分打點。不過他單季23次守備失誤為大聯盟最多。 隔年，他的打擊率為2成60，26轟82分打點。
2018年3月16日，他與紅人隊簽下7年6,600萬美元的合約。上半季他打擊率3成15，19轟68分打點，他也入選2018年明星賽。最後他單季擊出34轟及104分打點，皆為全隊最高。

### 西雅圖水手
2022年3月14日，紅人將蘇亞瑞茲和傑西·溫克爾交易到水手，換來Justin Dunn、Jake Fraley、Brandon Williamson和一名日後指定球員。

## 國際賽
2018年9月10日，他被選入2018年美國職棒大聯盟美日明星賽的名單內。

## 外部連結
- 球員資訊和成績在MLB ，ESPN ，Retrosheet ，Baseball Reference ，Baseball Reference (Minors) ，Fangraphs ，The Baseball Cube （英文）
- 艾尤亨尼歐·蘇亞瑞茲的Instagram帳戶